# Herpidia eupoma
Herpidia eupoma är en fjärilsart som beskrevs av Swinhoe 1897. Herpidia eupoma ingår i släktet Herpidia och familjen bastardsvärmare. Inga underarter finns listade i Catalogue of Life.